# Leavenheath
Leavenheath är en by (village) och en civil parish i Babergh, Suffolk i östra England, Orten har 1 373 invånare (2001). Den har en kyrka.